# فايلنيوا
بلدية فايلنيوا (بالإسبانية: Vileña)‏, هي إحدى بلديات مقاطعة برغش, التي تقع في منطقة قشتالة وليون, والتي تقع في شمال غرب إسبانيا.
يبلغ عدد سكانها 36 نسمة وفقاً لإحصائية سنة (2002).